# Adnasalia

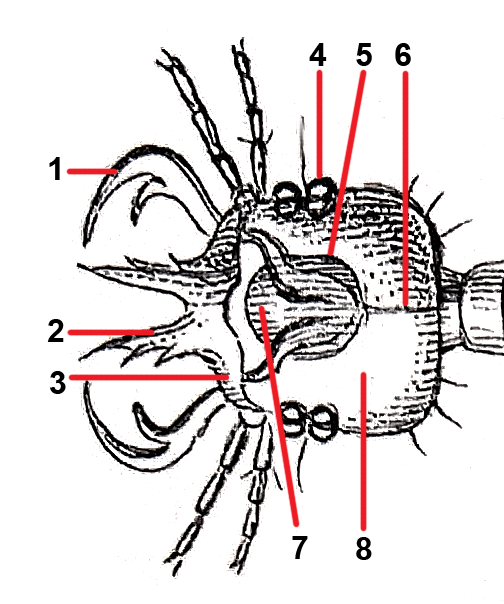
Widok grzbietowy na głowę larwy Leistus rufomarginatus. Adnasale oznaczone cyfrą 3

Adnasalia, adnasale – części płata czołowego głowy larw niektórych chrząszczy.
Adnasalia stanowią części przedniej krawędzi części czołowej, położone po bokach nasale. Występują u większości larw chrząszczy drapieżnych i wielu wielożernych.
U biegaczowatych adnasalia mogą mieć różną formę. Bywają prosto spłaszczone jak u szykoni, wykształcone w anguli frontales jak u biegaczy lub nieco wklęśnięte i zębowatą częścią wewnętrzną jak u wyszczerków (w tej sytuacji nasale wygląda na sześciozębne).
Wśród Hydrophiloidea adnasalia uznaje się za synapomorfie Helophoridae, Epimetopidae, Georissidae i kałużnicowatych. Mają one u nich kształt trójkątny i wyposażone są w skierowane dośrodkowo szczecinki lub kolce. Struktury te pojawiają się też niezależnie u pokrewnych Histeroidea.
U larw Aspidytidae adnasalia są nieco asymetryczne i oddzielone od nasale głębokimi rowkami. Na powierzchni brzusznej i pośrodku krawędzi przedniej występują szczoteczki gęstych mikrowłosków. Ponadto obecnych jest na nich kilka długich szczecinek.
Adanasalia często występują u larw sprężykowatych, u których mogą być dłuższe niż nasale.